# Texasmålla
Texasmålla (Chenopodium berlandieri) är en växtart i familjen amarantväxter. Den påminner om den besläktade arten svinmålla. Den kan i likhet med den arten användas som bladgrönsak; alternativt kan växtens frön malas till mjöl för användning i bröd eller gröt. Texasmållans innehåll av saponiner gör att blötläggning och efterföljande silning är rekommenderad före matlagningen.